# 蜂須賀隆芳
蜂須賀 隆芳（はちすか たかよし、1831年（天保2年7月3日）　- ?）は、幕末の徳島藩公族（一門）。忌部神社の宮司。正室は蜂須賀休栄の娘である艶姫。幼名は規三郎、和泉。通称は久之丞。
実子に蜂須賀茂韶の正室・斐姫と鷹司輔政の正室・蜂須賀倫子がいる。

## 生涯
公族蜂須賀昭順（蜂須賀治昭の三男）の子として誕生。母は佐藤氏。公族蜂須賀休栄の娘艶姫の婿となり、跡を継ぐ。1875年（明治8年）、忌部神社の宮司に任命せさる。
1877年（明治10年）、池田昌豊と共に壮兵（旧藩士出身の志願兵）を1500人組織したことで政府から賞された。